# Stuart Roosa
Stuart Allen Roosa (Durango, 16 agosto 1933 – Washington, 12 dicembre 1994) è stato un astronauta statunitense.
Fu il pilota del modulo di comando della missione di Apollo 14. La missione si svolse dal 31 gennaio al 9 febbraio 1971 e fu la terza ad allunare con gli astronauti Alan Shepard ed Edgar Mitchell. Mentre Shepard e Mitchell rimasero sulla Luna per due interi giorni, Roosa orbitò intorno al satellite pilotando il modulo di comando "Kitty Hawk"  ed eseguendo diversi esperimenti.

## Biografia

### Istruzione e carriera militare
Roosa nacque a Durango, Colorado, e crebbe a Claremore, Oklahoma.  Frequentò la Oklahoma State University e l'Università dell'Arizona. Iniziò la carriera presso il Servizio Forestale degli Stati Uniti, l'U.S. Forest Service, agli inizi degli anni cinquanta.  In seguito, nel 1953, si arruolò presso l'aeronautica militare americana, frequentando la Gunnery School presso la Del Rio Air Force Base, nel Texas, e la Luke Air Force Base, in Arizona, nonché la scuola per cadetti aviatori presso la Williams Air Force Base, sempre in Arizona. In quest'ultima scuola venne istruito come pilota per l'aeronautica militare.  Dal luglio del 1962 all'agosto del 1964, Roosa venne impegnato come pilota per voli d'esercitazione presso la Olmstead Air Force Base, in Pennsylvania, volando su aerei caccia del tipo F-101. In seguito fu pilota su aerei da combattimento presso la Langley Air Force Base, in Virginia, dove volava sugli aerei F-84F e F-100. Proseguì la sua carriera passando per la scuola per piloti di voli sperimentali presso la Edwards Air Force Base, in California dove prestò servizio dal 1965 al 1966. In tutto questo tempo, Roosa raggiunse oltre 5 500 ore di volo, di cui circa 5 000 in aerei jet. Aggiungerà inoltre 217 ore di volo nello spazio. Per due anni prestò inoltre servizio presso la Tachikawa Air Base, in Giappone, in qualità di direttore del servizio d'ingegneria, collaborando ad un programma tecnologico dell'aeronautica militare americana, eseguito in collaborazione con l'Università del Colorado presso la quale si era diplomato.

### Carriera alla NASA
Roosa era uno dei 19 astronauti scelti con la classe del 1966 e venne immediatamente assegnato all'equipaggio di supporto per la missione di Apollo 9. Con Apollo 14 rimase in orbita intorno alla Luna da solo per 33 ore, conducendo una serie intensiva di esperimenti. Aveva a bordo oltre un centinaio di semi facenti parte di un esperimento frutto della collaborazione tra servizio forestale americano e NASA. I semi vennero piantati in tutto il territorio degli Stati Uniti al ritorno dalla missione ed ora sono conosciuti come "alberi della Luna" ("Moon Trees").  Dopo l'esperienza su Apollo 14, fece parte dell'equipaggio di riserva, sempre in qualità di pilota del modulo di comando, per le missioni di Apollo 16 e Apollo 17. Venne inoltre assegnato al programma Space Shuttle fino al suo congedo dall'aeronautica militare nel 1976 con il grado di colonnello.

### Carriera dopo la NASA
Dopo aver lasciato la NASA e l'aeronautica, assunse diverse posizioni in vari direttivi di società economiche degli Stati Uniti. Nel 1981 raggiunse il suo apogeo in questo campo diventando proprietario e presidente della Gulf Coast Coors.
Venne premiato con molteplici onorificenze e lauree d'onore, sia in campo militare, come pure per le sue imprese da astronauta e per la sua attività nel settore dell'economia.
Stuart Roosa è deceduto il 12 dicembre 1994 a Washington in seguito a complicazioni derivanti da una infiammazione al pancreas. Lasciò la moglie Joan, tre figli ed una figlia. È sepolto presso il Cimitero nazionale di Arlington, Virginia.